# Куломзино (Омская область)
Куломзино — село в России, административный центр Куломзинского сельского поселения Оконешниковского района Омской области.
Население 474 человек (2010).

## Основание
Поселение основали шестеро пеших переселенцев из числа уроженцев Черниговской, Полтавской и Харьковской губерний, пожелавших уехать в Сибирь. Голод в России 1892 года, безземелье и окончание строительства магистрали Сибирской железной дороги вызвали у активных жителей инициативу заселения Сибири. Переселенцы добрались в Сибирь по железной дороге, конечным пунктом избрав станцию «Калачики» (ныне город Калачинск). Приехало 10-12 июня 1896 года около ста человек (примерно 40 семей). Посоветовавшись, шестеро отправились осматривать окрестные места.
Километрах в восьми от Пресновки землеустроитель Дорофеев остановил переселенцев, вбил посередине поляны кол и произнёс: «Вот здесь и располагайтесь». Место это пришлым не понравилось: поблизости не было ни реки, ни озера. Тогда ходоки стали просить землеустроителя, чтобы он отвёл другой участок. Долго пришлось просить землеустроителя, пока он согласился и разрешил обосноваться около небольшого озерка на так называемом Дорофеевском участке. Чтобы успеть до заморозков, прибывшие энергично стали сооружать жилища. У кого были силы, тот рубил себе избу (лиственного леса поблизости было в достатке), а остальные строили землянки.
Переселенцы хотели назвать своё селение «Запорожьем», но местные власти настояли на названии «Куломзино» в честь посещавшего основанное поселение в 1896—1897 годах статс-секретаря Анатолия Николаевича Куломзина, по распоряжению которого было построено новое здание сельской школы.
Считается, что основателями села выступили Андрей Пантелеевич Регеда, Никон Андреевич Ткаченко, Онуфрий Яковлевич Лобурец, Иван Николаевич Доценко, Иван Кондратьевич Карачинец. Большой помехой в жизни переселенцев являлся недостаток питьевой воды. За счёт казны были вырыты два колодца, одним из которых продолжают пользоваться и поныне. Для обзаведения хозяйством государство выдавало по 120 рублей на семью. Предусматривалось наделить по пятнадцать десятин земли на мужскую душу, но местные жители вновь уговорили землемера, и он разрешил брать больше нормы. Переселенцы покупали скот у жителей деревень Лебяжье (ныне — село Язово), Пресновки, Николаевки. Орудия труда покупали на сельскохозяйственном складе станции Татарка (ныне город Татарск), а чаще всего изготавливали сами из подручного материала и привёзённого с собой. Деревня росла быстро. Сюда приезжали новые партии переселенцев, а пятнадцать лет спустя, в Куломзино насчитывалось уже около 300 дворов.
Множество трудностей испытывали переселенцы на новом месте жительства: и начавшаяся в 1904 году война, когда на оборону государства ушла большая часть мужского населения, и отзвуки первой революции, и партизанская война против Колчака, и тяжёлое время Великой Отечественной войны.

## Расположение
Село расположено в 25 км к востоку от Оконешниково, в 154 км к востоку от Омска, в 35 км от железнодорожной станции Татарск Транссибирской магистрали. В 1 км от села Куломзино проходит административная граница Омской и Новосибирской областей.

## Население
| 2002 | 2010 |
| ---- | ---- |
| 526  | ↘474 |

## Инфраструктура и хозяйство
В 1985 году был образован совхоз «Куломзинский» (основные виды деятельности — животноводство и растениеводство), в 1995 году реорганизованный в акционерное общество. За годы существования совхоза был построен жилой фонд, произошло асфальтирование дороги от Оконешниково до села и улиц в самом селе, запущена телефонная станция с устойчивой кабельной связью, построен ряд производственных и социальных объектов, в числе которых централизованная котельная, элеватор с передовым германским оборудованием, школа на 400 мест, детский сад и сельский дом культуры.
Село располагает стадионом с большим футбольным полем, детскими игровыми площадками. Медицинское обслуживание жителей села осуществляет фельдшерско-акушерский пункт с минимальным набором оборудования.
Местные достопримечательности: у здания сельского дома культуры находится стела, в память о погибших воинах — куломзинцах во время Великой Отечественной войны. Достопримечательностями жители села также считают малочисленные водоёмы — котлованы, поражающие исключительной природной красотой в любое время года.

## Люди, связанные с селом
- Лобурец, Сергей Павлович — советский и российский хирург, заслуженный врач России, почётный гражданин Оконешниковского района Омской области.